# Regolit
Regolit (rɛɡəlɪθ) er et lag af løst, ensartet overfladisk sønderslået eller vejrsmuldret klippe, som dækker fast klippe. Regolit omfatter støv, jord, knust klippe og andre relaterede materialer og findes på jorden, Månen, Mars, nogle småplaneter og andre jordlignende planeter og måner.

## Etymologi
Termen regolit kombinerer to oldgræske ord: rhegos (ῥῆγος), 'tæppe', og lithos (λίθος), 'sten' eller 'klippe'.